# Giovan Battista Magnaghi

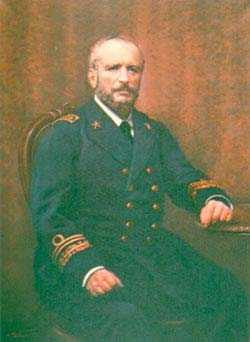
Giovan Battista Magnaghi

Giovan Battista Magnaghi (* 28. März 1839 in Lomello; † 21. Juni 1902 in Rom) war ein italienischer Admiral, Ozeanograph, Wissenschaftler und Erfinder.

## Leben und Werk
Magnaghi trat 1851 mit zwölf Jahren auf Vermittlung von Camillo Benso von Cavour in die Marineschule von Genua ein. Mit 16 Jahren verließ er die Schule im Rang eines Fähnrichs. Für seine Verdienste bei der Belagerung von Gaeta 1860 und der Schlacht von Lissa 1866 wurde er mit dem Großkreuz des Militärordens von Savoyen ausgezeichnet.
Um unabhängiger von den Seekarten französischer und englischer Kartographen zu werden, begann das italienische Marineministerium zu jener Zeit mit dem Aufbau einen hydrographischen Dienst. Magnaghi wurde beauftragt, die Organisation solcher Dienste in Monaco, Paris und London zu studieren und die Planung eines solchen Dienstes in Italien zu organisieren. Nachdem er seinen Bericht dazu 1886 vorlegte, begann er mit der Beschaffung neuer nautischer Instrumente für die Flotte und für die Erstellung von Seekarten. Er war der erste Leiter des 1872 gegründeten und noch heute bestehenden wissenschaftlichen Hydrographischen Instituts Genua.
Als Erfinder konstruierte Magnaghi viele nautische Werkzeuge oder verbesserte sie. Er entwarf zum Beispiel einen Vorläufer der Nansenflasche für die Entnahme von Tiefwasserproben und ein Thermometer für die Messung der Temperatur in tiefen Gewässern. Er entwickelte auch den ersten Kugelkompass für die italienische Marine, der unabhängig von der Lage des Schiffes die Richtung anzeigen kann und von der Inklination weitgehend unbeeinflusst bleibt, sowie viele andere Instrumente. Unter seiner Leitung wurden etwa 75 % der italienischen Küste neu vermessen.
Als Kommandant des Forschungsschiffes Washington führte er astronomische Vermessungsarbeiten, sowie geodätische, hydrographische und ozeanographische Untersuchungen durch. Die Marine erhob ihn 1888 in den Rang eines Admirals. Nach seiner Beförderung verließ er das Institut und übernahm Ministerialaufgaben 1900 wurde er für die XXI. Legislaturperiode in die Camera dei deputati gewählt, wo er zum Haushaltsplan für die Marine und zum Arsenal von Tarent das Wort ergriff. Er starb vor Ende der Legislaturperiode und wurde noch am Todestag in beiden Kammern kommemoriert.
Er starb am 21. Juni 1902 in Rom und wurde in Genua auf dem Friedhof von Staglieno begraben.

## Ehrungen

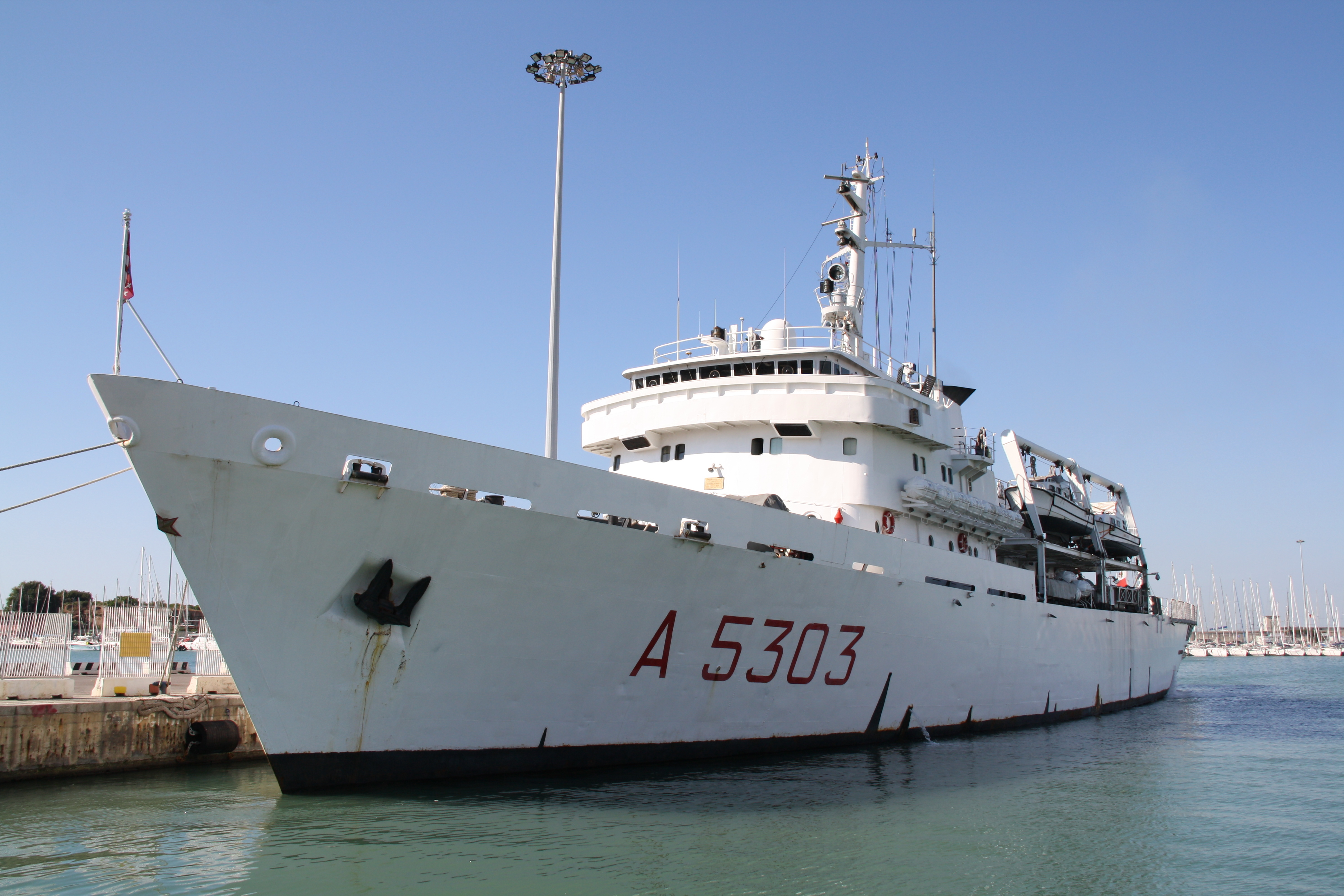
Magnaghi (A 5303)

Zwei Schiffe der italienischen Marine wurden nach Magnaghi benannt. Das erste wurde 1918 in Dienst gestellt und unternahm ozeanographische Expeditionen ins Rote Meer und die Straße von Sizilien. Es wurde 1945 abgewrackt.
Das zweite Schiff, die Magnaghi (A 5303), war das erste hydro-ozeanographisches Forschungsschiff der italienischen Marine. Das Schiff ist noch heute in Betrieb.
Magnaghi war Mitglied der Accademia dei Lincei.